# Elaeocarpus acmosepalus
Elaeocarpus acmosepalus là một loài thực vật có hoa thuộc họ Elaeocarpaceae.
Loài này có ở Malaysia và Singapore.
Chúng hiện đang bị đe dọa vì mất môi trường sống.